# BMW N45
El BMW N45 es un motor de 4 cilindros de BMW. Debutó oficialmente en el Bmw 116i (E87) en el 2004, viene en dos versiones de 1.6L y 2.0L y es aplicado tan solo en el 116i 5 puertas y 3 puertas y en el 320si (E90).
| Motor  | Desplazamiento  | Potencia               | Torque         | Revoluciones | Año  |
| ------ | --------------- | ---------------------- | -------------- | ------------ | ---- |
| N45B16 | 1.6 L (1596 cc) | 85 kW (115 hp) @ 6000  | 150 N·m @ 4300 |              | 2003 |
| N45B20 | 2.0 L (1997 cc) | 126 kW (173 hp) @ 7000 | 200 N·m @ 4250 | 7300 rpm     | 2006 |

## N45B16
Es el motor actual con menos potencia de la marca.
- 115hp a 6000rpm y 150 N·m
  - (2007-?)116i Hatchback 3 Puertas.
  - (2003-?)116i Hatchback 5 Puertas.
  - (2005-?)316i Sedán.

## N45B20
Se realizó la modificación tan solo para montar el 320si.
- 173hp a 6000rpm y 190 N·m
  - (2005-2006)320si Sedán.